# جغرافيا إقليمية
الجغرافيا الإقليمية، فرع من فروع علم الجغرافيا، تشمل دراستها كل الظاهرات الجغرافيّة الطبيعية والبشرية معاً في إطار مساحة معينة من سطح الأرض أو وحدة مكانية واحدة من الإقليم.

## مفهوم الجغرافيا الإقليمية
تدرس الجغرافيا الإقليمية الإقليم كجزء من سطح الأرض يتميز بظاهرات مشتركة وبتجانس داخلي يميزه عن باقي الأقاليم، ويتناول الجغرافي المختص -حينذاك- كل الظاهرات الطبيعية والبشرية في هذا الإقليم بقصد فهم شخصيته وعلاقاته مع باقي الأقاليم، والخطوة الأولى لدراسة ذلك هي تحديد الإقليم على أسس واضحة، وقد يكون ذلك على مستوى القارة الواحدة أو الدولة الواحدة أو على مستوى كيان إدراي واحد، ويتم تحديد ذلك على أساس عوامل مشتركة في منطقة تلم شمل الإقليم، مثل العوامل الطبيعية المناخية و والسكانية والحضارية.

## هدف الجغرافيا الإقليمية
تهدف الجغرافيا الإقليمية إلى العديد من الأهداف لأجل تكامل البحث في إقليم ما، ويُظهر ذلك مدى اعتماد الجغرافيا الإقليمية على الجغرافيا الأصولية اعتماداً جوهرياً في الوصول إلى فهم أبعاد كل إقليم ومظاهره، لذلك فمن أهم تلك الأهداف هدفين رئيسيين:

### الربط بين الظاهرات
تربط الجغرافيا الإقليمية بين الظاهرات الجغرافية المختلفة لإبراز العلاقات التبادلية بين السكان والطبيعة في إقليم واحد.

### تحديد شخصية الإقليم
تهدف كذلك إلى تحديد شخصية الإقليم لإبراز التباين الإقليمي في الوحدة المكانية المختارة، مثال ذلك إقليم البحر المتوسط أو إقليم العالم الإسلامي أو الوطن العربي.

## أنواع الأقاليم
الإقليم عبارة عن وحدة مكانيّة طبيعية تتجانس فيها الظواهر الجغرافيّة المختلفة، دون أن يكون لهذه الوحدة مساحة ثابتة أو حجم معين، ولذلك تنقسم الأقاليم إلى نوعيين رئيسيين:
1. الإقليم المتجانس.
2. الإقليم الوظيفي.

### الإقليم المتجانس
يُعرف هذا الإقليم بأسماء أخرى مثل الإقليم المنهجي أو المنتظم النُسُق، وينتمي هذا النوع من الأقاليم إلى الفروع الأصوليّة، التي تتناول بالدراسة والتحليل توزيع ظاهرة واحدة على مساحة محددة من سطح الأرض، ومثال تلك الأقاليم: المناخية، التضاريسية، النباتية، الزراعية، اللغوية.

### الإقليم الوظيفي

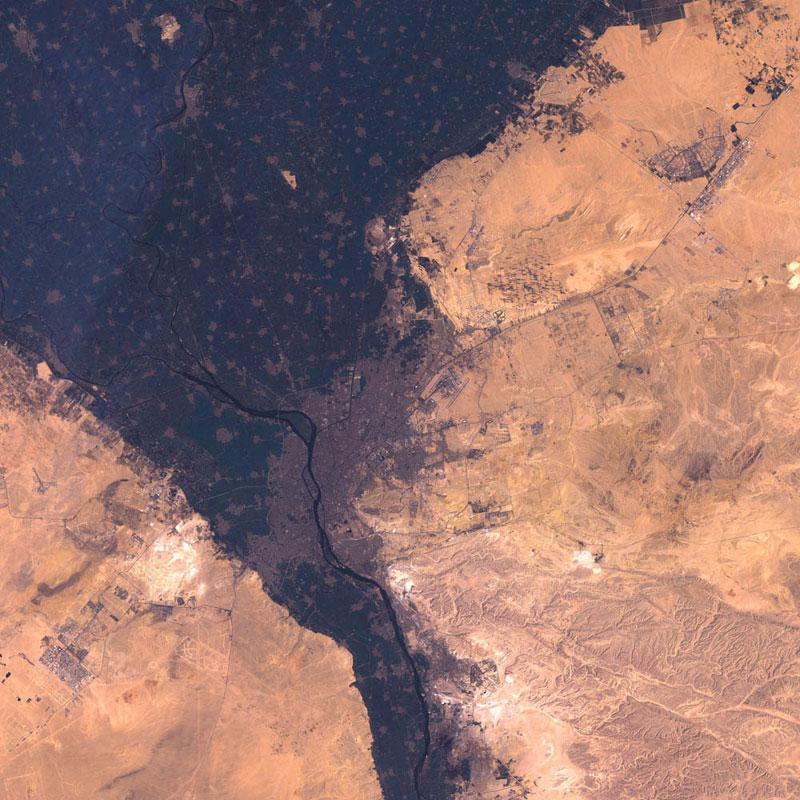
صورة لإقليم القاهرة الكبرى بالقمر الصناعي

نوع من الأقاليم الجغرافيّة الخاصة التي يتميز كل منهما بجموعة خاصة من الظاهرات لا يشاركه فيها إقليم آخر، فمن أمثلة الإقليم الخاص: إقليم دلتا النيل في مصر، وإقليم أرض الجزيرة في السودان.
ومن الأقاليم الوظيفيّة وأبرزها إقليم المدن، وهي التي تقوم على العلاقات المتبادلة بين المدينة ومحيطها من قرى ومدن صغرى، فإقليم المدينة هو المنطقة التي تخدمها مدينةُ ما حيث يمتد فوقها مجالات وظائف المدينة في توزيع مساحي يمكن تحديده بالتقريب مثل مجال الوظيفة التجارية ومجال الوظيفة الثقافية، والوظيفة الترفيهية، والوظيفة الصحيّة وهكذا. ويتضح من كل ذلك أن المدينة الكبرى في هذا الإقليم هي المركز الرئيسي للإشعاع الحضاري ومركز الخدمات، وبما أن العلاقات تبادلية؛ فإن الإقليم المحيط بالمدينة -خصوصاً المناطق الريفية- يمد المدينة المركزية بالاحتياجات الرئيسية من الغذاء والأيدي العاملة. مثال ذلك إقليم القاهرة الكبرى، وإقليم الإسكندرية، وإقليم دسوق بمصر.